# Iain Banks
Iain Banks (Dunfermline, 1954. február 16. – Kirkcaldy, 2013. június 9.) skót író. Iain M. Banks néven sci-fi tematikájú könyveket írt, míg Iain Banksként egyéb szépirodalmi regényei jelentek meg. 2008-ban a Times a 38. helyre rangsorolta az "50 legnagyobb brit író 1945 óta" című listáján.

## Élete az írói pálya előtt
Édesapja tisztként szolgált a haditengerészetnél, édesanyja műkorcsolyázó volt. Banks a greenocki középiskolába járt, majd a Stirling Egyetemen tanult angol nyelvet és irodalmat, filozófiát és pszichológiát. Az egyetem elvégzése után több helyen dolgozott: a Nigg Bay-i olajfúrótornyon, az IBM greenocki gyárában, és egy ügyvédi irodában. 1988-ig Dél-Angliában élt, majd visszaköltözött Skóciába, élt Edinburgh-ban és Fife-ban.

## Magánélete
A feleségével – Annie – Londonban találkozott az első regénye megjelenése előtt. 1992-ben keltek egybe Hawaii-on. A házasságuk tizenhét évig tartott, 2009-ben váltak el, de már 2006-ban külön költöztek. Annie a válás kimondása után két hónappal elhunyt.
Banks élete végén North Queensferryben élt Adéle Hartley-val, aki a Dead By Dawn nevű filmfesztivál alapítója. A kapcsolatuk 2006-tól tartott.
2013 áprilisában jelentette be, hogy végstádiumban lévő rákja van.

## Politikai nézetei
Banks elkötelezett környezetvédő volt, amelynek látványos gesztusaként 2007-ben megszabadult autógyűjteményétől, köztük egy Porsche Boxstertől, egy Porsche 911-től, egy Jaguar Mark II-től, egy BMW M5-től és egy Land Rover Defendertől: mindezeket egy Lexus RX 400h hibridautóra cserélte. Jelenleg egy dízellel működő Toyota Yarist vezet, és kijelentette, hogy a jövőben csak vészhelyzet esetén hajlandó repülőgépre ülni.
Műveiben nacionalista politikai nézetekkel is foglalkozik. Olyan közgazdasági helyzeteket vizsgált, melyekben a javak és szolgáltatások, valamint az információ mindenki számára ingyenesen hozzáférhető.
2004 végén tagja volt azon brit politikusok és médiaszemélyiségek csoportjának, akik azért kampányoltak, hogy felelősségre vonják Tony Blairt, amiért támogatta a 2003-as iraki inváziót. Banks tiltakozásképp összetépte az útlevelét, és postázta a Downing Street 10-be. E témával több regényében is foglalkozott, főként a Raw In Spirit-ben, de a Steep Approach To Garbadale című művében is megismerhetjük a nézeteit a főszereplő szemszögén keresztül.
Banks tiszteletbeli munkatársa volt a Világiak Országos Társaságának és elismert támogatója a Humanist Society Of Scotland mozgalomnak.

## Pletykák

### Polgári neve, írói neve
A BBC Fouron 2006. november 14-én sugárzott interjújában Banks válaszolt a neve körül keringő pletykákra. Elárulta, hogy a szülei eredetileg Iain Menzies Banksnek nevezték el, de az édesapja hibája folytán Iain Banks néven jegyezték be a születése után. Ennek ellenére továbbra is használta a középső nevét, sőt, a Darázsgyár című könyvét Iain M. Banksként szerette volna kiadatni. A szerkesztőjének azonban ez nem tetszett, túl díszesnek találta az "M." középső rövidítést, továbbá nem akarta, hogy az olvasók valamilyen módon kapcsolatba hozzák Rosie M. Banksszel, P. G. Wodehouse Jeeves-könyveinek egyik kisebb jelentőségű szereplőjével.
Három szépirodalmi mű után írta meg Banks Emlékezz Phlebasra címmel az első sci-fi regényét, és a kiadója belement abba, hogy Iain M. Banks néven adják ki, így ugyanis az olvasók jól meg tudják különböztetni a sci-fi regényeit az egyéb regényeitől.

### Technológiával való viszonya
Korábban olyan szóbeszédek járták, miszerint Banks a technológia iránti érdeklődése ellenére nem használja sem az internetet, sem az e-mailezést, noha szereti a számítógépes játékokat, például a Civilizationt, ami a tudományos-fantasztikus történeteinek apró ihletforrása. Később azonban kiderült, hogy mindez csak részben igaz: a munkára használt számítógépe nincs rákötve az internetre, azonban egy másik igen, amit kutatásra és levelezésre használ.

## Művei

### Szépirodalmi művei (Iain Banksként írt művei)

A Darázsgyár borítója

Banks pályafutását a Darázsgyár című regényével kezdte. A regény ellentmondásos kritikákat kapott (elsősorban a fura témának és az erőszak ábrázolásának köszönhetően), de Banksre felfigyeltek, később az Independent a Darázsgyárat a 20. század 100 legjobb könyve közé sorolta. A következő regényei – a kritikák szerint – nem feleltek meg a Darázsgyár által támasztott elvárásoknak, bár a Crow Road, Complicity és a Steep Approach To Garbadale című művek kedvező fogadtatásban részesültek. Mindazonáltal a szépirodalmi Banks elismertsége nem mérhető a sci-fi-író Bankséhez.
- The Wasp Factory (1984; 
  - A darázsgyár, Agave Könyvek, Budapest, 2006, ford. Bényei Tamás ISBN 963 711 85 00
- Walking on Glass (1985)
- The Bridge (1986)
- Espedair Street (1987)
- Canal Dreams (1989
- The Crow Road (1992
- Complicity (1993) – 2000-ben filmre adaptálva
- Whit (1995)
- A Song of Stone (1997)
- The Business (1999)
- Dead Air (2002)
- The Steep Approach to Garbadale (2007)
- Transition (2009) (Az amerikai kiadáson Iain M. Banks szerepel szerzőként.)

### Sci-fi művei (Iain M. Banksként írt művei)

A száműző borítója

A Nézz a szélbe borítója

Az első sci-fi regénye, az Emlékezz Phlebasra nagy sikert aratott. Banks ebben a regényben mutatta be először a Kultúrát, amely több Banks regénynek szolgál keretként. Bár sokan űroperaként tekintenek a Kultúra-regényekre, Banks sok ponton tágítja a műfaj kereteit. Művei nyelvi, kompozíciós és gondolati szempontból felülmúlják a legtöbb (ponyvaregény eredetét levetkőzni képtelen) sci-fi alkotást.
Nem mindegyik Banks sci-fi játszódik a Kultúrában, de ezek is legalább olyan gazdagon kidolgozottak, sőt, az egyik legjobb nem-kultúra regényében, A száműzőben bemutatott világ – Banks állítása szerint – trilógiává nőheti ki magát.

#### Kultúra-regények

A Sötét háttér előtt borítója

A fő civilizáció Banks sci-fi világában a Kultúra (Culture). Ez egy, a galaxisban jelentős méretű metakultúra, amelynek alapelve az egyén lehetőségeinek biztosítása és az egyének egyenlősége. Az egyént jelenti itt az összes férfi, nő, hermafrodita, robot és űrhajó. Minden, ami értelmes, vagy képes beszédre, vagy jószándékkal a kettőnek bármelyikét rá lehet húzni. Emiatt a Kultúra irányítása teljesen decentralizált, azt az egyes űrhajókat és egyéb nagyobb létesítményeket irányító Elmék (nagyon fejlett mesterséges intelligenciák) irányítják önkéntesen és ad hoc módon, nagyobb kérdésekben népszavazásokat kiírva.
Mivel a géntechnológia olyan fejlett, hogy végtagok visszanövesztése, az agy lebenyei által kiválasztott drogok használata, sőt, a pár hónap alatt elvégzett tudatos nemváltoztatás lehetséges, jóval liberálisabb és valamivel perverzebb társadalomról van szó, mint sajátunk. A Kultúra ipari fejlettségi szintje lehetővé teszi, hogy senkinek ne kelljen dolgoznia a megélhetésért, és a társadalmi berendezkedés nem is kényszerít senkit erre.
A legelterjedtebb beszélt nyelv a Marain, mely mesterségesen lett kialakítva, hogy lehetőség szerint a legtöbb ismert létforma tudja kiejteni, a lehető legtöbb szinonima álljon rendelkezésre a pontos információcsere érdekében. A nyelv emberek által beszélt verziója egy tökéletlen egyszerűsítése az eredeti, csak Elmék és hasonló fejlettségű tudatok számára felfogható, mindent egyszerre és tökéletes részletességgel leíró nyelvnek.
- Consider Phlebas (1987) magyarul: Emlékezz Phlebasra, Agave Könyvek, Budapest, 2005 ford. Olasz Csaba, Totth Benedek, ISBN 963 711 81 52
- The Player of Games (1988) magyarul: A játékmester, Agave Könyvek, Budapest, 2003 ford. Torma Eszter ISBN 963 863 61 22
- Use of Weapons (1990) magyarul: Fegyver a kézben, Agave Könyvek, Budapest, 2006 ford. Totth Benedek, ISBN 963 711 82 76
- Excession (1996) magyarul: Holtpont, Agave Könyvek, Budapest, 2007 ford. Gálla Nóra , ISBN 978 963 711 86 47
- Inversions (1998) magyarul: Ellentétek, Agave Könyvek, Budapest, 2010 ford. Gálla Nóra , ISBN 978 963 986 89 22
- Look to Windward (2000) magyarul: Nézz a szélbe, Agave Könyvek, Budapest, 2008 ford. Gálla Nóra ISBN 978 963 986 80 21
- Matter (2008) magyarul: Anyag, Agave Könyvek, Budapest, 2011 ford. Gálla Nóra ISBN 978 615 504 94 46
- Surface Detail (2010) magyarul: Közelkép, Agave Könyvek, Budapest, 2014 ford. Gálla Nóra ISBN 978 615 546 82 23
- The Hydrogen Sonata (2012) magyarul: Hidrogén szonáta, Agave Könyvek, Budapest, 2016 ford. Gálla Nóra ISBN 978 963 419 05 47

#### Egyéb sci-fi, de nem Kultúra-művei
- Against a Dark Background (1993) magyarul: Sötét háttér előtt, Agave Könyvek, Budapest, 2004

ford. Torma Eszter ISBN 963 864 83 33
- Feersum Endjinn (1994) magyarul: Félemmetes géjpezet, Agave Könyvek, Budapest, 2013

ford. Gálla Nóra ISBN 978 615 527 21 34
- The Algebraist (2004) magyarul: A száműző, Agave Könyvek, Budapest, 2009

ford. Gálla Nóra ISBN 978 963 986 85 64

## Díjai
- A The Independent című napilap olvasói szavazásán Banks első művét beválasztották a világ 100 legjobb könyve közé

## Róla írták
- "Ahogy Graham Greene-ből kettő volt, úgy Banksből is. Iain Banks hat >>klasszikus<< regényt írt, míg Iain M. Banks hat sci-fi regényt. Banks olyan tehát, mint a sziámi ikrek: születésétől fogva egy test, de két lélek." John Sutherland: London Review of books (1993)